# Likosaari (ö i Kajanaland, lat 64,17, long 29,53)
Likosaari är en ö i Finland. Den ligger i sjön Lammasjärvi och i kommunen Kuhmo i landskapet Kajanaland, i den centrala delen av landet, 500 km nordost om huvudstaden Helsingfors. Öns area är 1,07 kvadratkilometer och dess största längd är 1,6 kilometer i sydöst-nordvästlig riktning.